# Beweinung Christi (Bernhard Strigel)
Beweinung Christi ist ein auf Holz gemaltes Epitaph des Malers Bernhard Strigel aus dem Jahre 1509 und wird heute im Strigel-Museum im ehemaligen Antoniterkloster im oberschwäbischen Memmingen ausgestellt.

## Beschreibung
Im Zentrum des Bildes ist die vor dem Leichnam Jesu kniende Gottesmutter Maria zu sehen. Sie ist von einem Nimbus umgeben und mit einem roten Überwurfmantel gekleidet. Ihr Gesicht ist leicht nach links geneigt und sieht auf den toten Körper Jesu hinab. Ihre Hände sind gefaltet und zeigen auf dessen ebenfalls von einem Nimbus umgebenen Kopf. Jesus ist auf ein weißes Leinentuch gelegt. Die Wunden in den Füßen und der Seite sind deutlich zu erkennen, seine Lenden sind von einem Leinentuch verdeckt. Sein Kopf zeigt leicht nach links zu seiner Mutter Maria. Zwischen den beiden ist ein Spruchband in das Bild gemalt. Der Text, ein leicht verkürztes Zitat aus Bonaventuras Officium de Compassione Beatae Mariae Virginis, lautet:
Dilectum michi filium / subtrahere nolite.

Si sepeliri debeat / mecum sepelite.
Meinen geliebten Sohn / nehmt nicht weg!

Wenn er begraben werden muss, / begrabt ihn mit mir.
Im Hintergrund ist der Hügel Golgatha zu sehen. Die beiden mit Jesus Gekreuzigten hängen noch an ihren Kreuzen, Jesu Kreuz ist leer. Rechts im Hintergrund befindet sich die Stadtmauer Jerusalems mit einem Tor, dahinter ein bewaldeter Berg. Links ist eine kahle Landschaft mit einem einzelnen Baum zu sehen. Am linken Bildrand unterhalb des Jesus ist ein Wappen, unter diesem eine Schrifttafel gemalt.

## Datierung und Inschrift
Das Bild ist datiert und in der linken unteren Ecke mit dem Wappen des Stifters versehen.
Anno dni (=Domini) 1509 starb der E(h)rba(re) man(n) hans kärler uff sanct marx tag (=25. April) der mesner der sanct Martins kierchen gewesen ist hie(r) in dieser Capell begraben dem got barmhertzig sey AMEN.
 Aufgrund der Chronik von Christof Schorer aus dem Jahre 1660 ist bekannt, dass Hans Kärler in der Peterskapelle des Antoniterhauses bestattet wurde.